# 삼덕동 (중구)
삼덕동(三德洞)은 대한민국 대구광역시 중구의 행정동이다. 법정동 삼덕동1가·삼덕동2가·삼덕동3가를 관할한다.

## 개요
삼덕동1가가 위치한 서쪽으로는 지하철1, 2호선이 관통하는 시내 중심지역이며, 삼덕동3가가 위치한 동쪽으로는 많은 주민이 수십년이상 거주하고 있는 정주성이 높은 한옥이 많은 지역이나 최근 원룸 등의 신축이 증가하고 있으며, 가운데 지역인 삼덕동2가는 경북대학교 의과대학 병원이 있어 외래객의 왕래가 빈번하여 행정 수요가 많은 지역이다.

## 유래
대구부 동상면의 지역이었는데 행정구역 폐합에 따라 남성리, 신동의 각 일부를 합하여 1911년부터 ‘삼립정’이라 하다가 1947년에 덕산동의 일부를 합한 후 천덕(天德), 지덕(地德), 인덕(人德)을 뜻하는 ‘삼덕동’으로 개칭하였으며, 1963년 삼덕1, 2가동과 3가동으로 나뉘었다가, 1998년 삼덕동으로 통합하였다.
- ~1894년 대구도호부 동상면 신동, 남성리 각 일부
- 1895년 ~ 1896년 대구부 대구군 동상면 신동, 남성리 각 일부
- 1896년 ~ 1909년 경상북도 대구군 동상면 신동, 남성리 각 일부
- 1910년 경상북도 대구군 동상면 신동, 남성리 각 일부
- 1911년 ~ 1947년 대구부 삼립정
- 1947년 4월 1일 대구부 삼덕동으로 개칭
- 1949년 8월 15일 대구시 삼덕동
- 1953년 4월 1일 출장소제 실시로 대구시 중부출장소 삼덕동3가
- 1963년 1월 1일 구제 실시로 대구시 중구 삼덕1.2가동과 3가동
- 1981년 7월 1일 직할시 승격으로 대구직할시 중구 삼덕1.2가동과 3가동
- 1995년 7월 1일 광역시 개칭으로 대구광역시 중구 삼덕1.2가동과 3가동
- 1998년 1월 1일 삼덕동으로 동 통합

## 법정동
- 삼덕동1가
- 삼덕동2가: 경북대학교병원과 경북대학교치과병원이 있으며, 공평로 동쪽으로 원룸과 오피스텔이 위치해있다. 동성로의 배후지역으로 술집, 모텔 등도 있으며, 경북대학교병원 남쪽으로는 소규모 빌라 및 식당이 밀집해있다.
- 삼덕동3가

## 교육
- 대구삼덕초등학교
- 대구동덕초등학교
- 경북대학교 치과대학

## 주거

### 아파트
삼덕동3가
- 대구도시공사 / 계룡건설 삼덕 청아람 리슈빌 : 2013년 4월 입주.

## 교툥
- 대구 도시철도 2호선 경대병원역

## 출신 인물
- 박근혜: 대한민국의 18대 대통령
- 유승민: 국민의힘의 前 국회의원